# 킬린드로캅사과
킬린드로캅사과(Cylindrocapsaceae)는 녹조강 스파이로플레아목에 속하는 녹조류과의 하나이다. 3속 10종으로 이루어져 있다.

## 하위 속
- 킬린드로캅사속 (Cylindrocapsa) Reinsch, 1867 - 8종
- 킬린드로캅솝시스속 (Cylindrocapsopsis) Iyengar, 1957 - 유일종 C. indica
- 푸솔라속 (Fusola) Snow, 1903 - 유일종 F. viridis